# William S. Reyburn

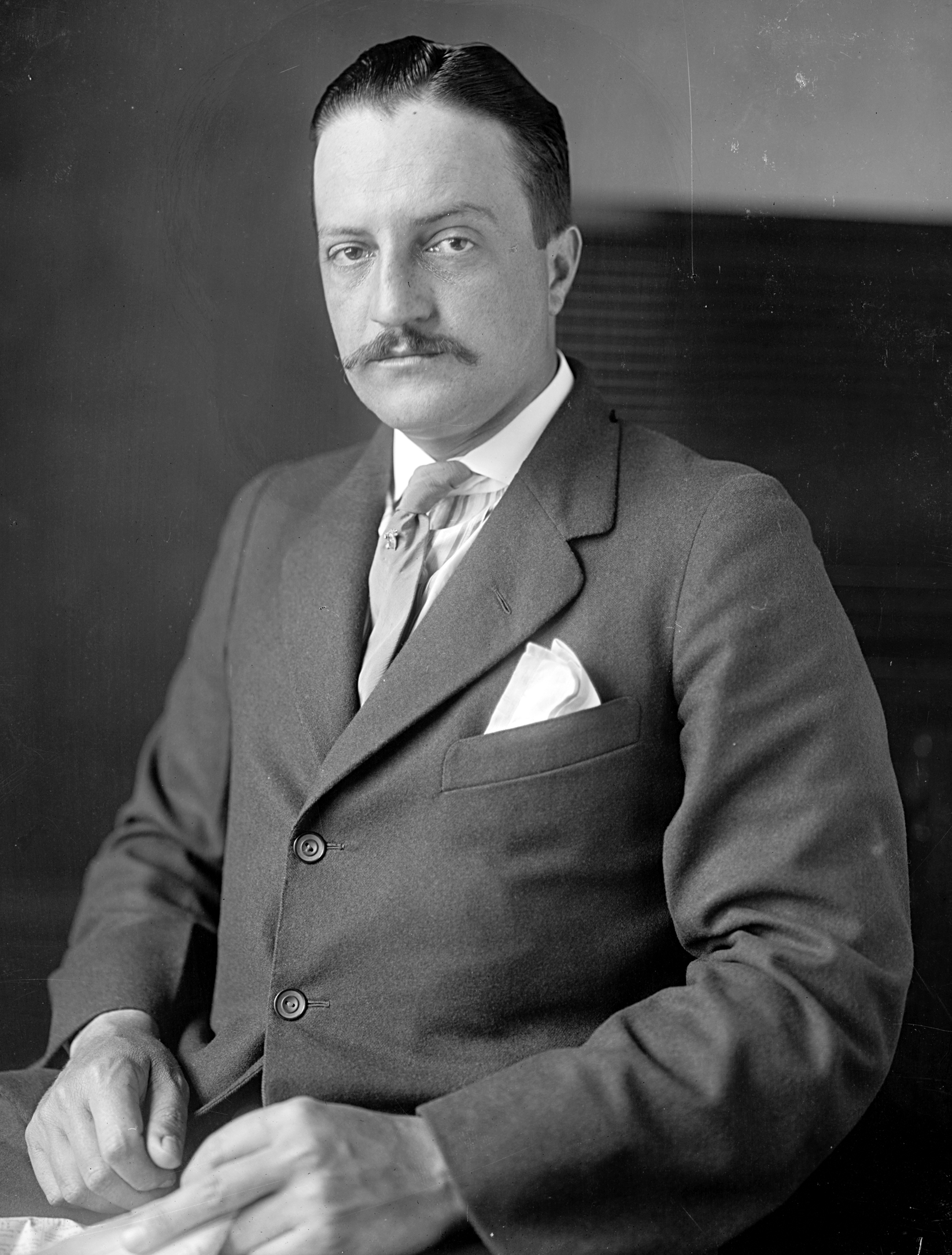
William S. Reyburn

William Stuart Reyburn (* 17. Dezember 1882 in Philadelphia, Pennsylvania; † 25. Juli 1946 in New Haven, Connecticut) war ein US-amerikanischer Politiker. Von 1911 bis 1913 vertrat er den Bundesstaat Pennsylvania im US-Repräsentantenhaus.

## Werdegang
William Reyburn war der Sohn des Kongressabgeordneten John E. Reyburn. Er besuchte die Hill School in Pottstown und studierte danach bis 1904 an der Yale University. Nach einem anschließenden Jurastudium an der Georgetown University in Washington, D.C. und seiner 1908 erfolgten Zulassung als Rechtsanwalt begann er in Washington in diesem Beruf zu arbeiten. Politisch schloss er sich der Republikanischen Partei an. Im Jahr 1905 bereiste er mit einer politischen Delegation Japan, die Philippinen und China. Zwischen 1909 und 1911 saß er als Abgeordneter im Repräsentantenhaus von Pennsylvania.
Nach dem Tod des Abgeordneten Joel Cook wurde Reyburn bei der fälligen Nachwahl für den zweiten Sitz von Pennsylvania als dessen Nachfolger in das US-Repräsentantenhaus in Washington gewählt, wo er am 23. Mai 1911 sein neues Mandat antrat. Da er im Jahr 1912 nicht mehr kandidierte, konnte er bis zum 3. März 1913 nur die laufende Legislaturperiode im Kongress beenden. Nach seiner Zeit im US-Repräsentantenhaus praktizierte Reyburn wieder als Anwalt. Später zog er sich in den Ruhestand zurück, den er in Aiken (South Carolina) und auf seinem Anwesen Black Hill in Connecticut verbrachte. Er starb am 25. Juli 1946 in New Haven und wurde in Philadelphia beigesetzt.